# Lluita als Jocs Olímpics d'estiu de 1996

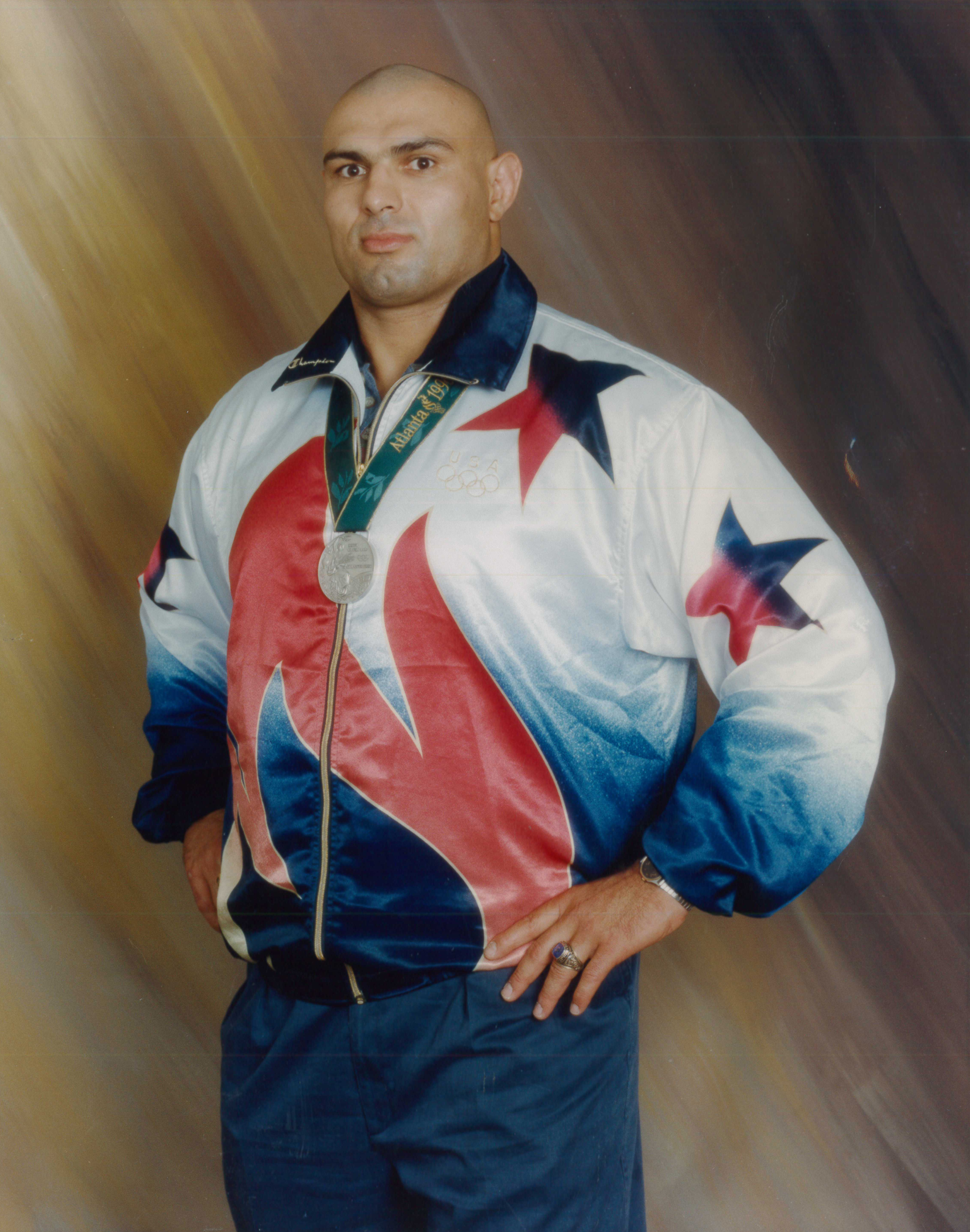
Fotografia de Matt Ghaffari, medalla d'argent en la categoria de +130 kg. de lluita grecoromana.

Als Jocs Olímpics d'Estiu de 1996 celebrats a la ciutat d'Atlanta (Estats Units d'Amèrica) es disputaren 20 proves de lluita, totes elles en categoria masculina. Es realitzaren deu proves en lluita lliure i deu proves més en lluita grecoromana entre els dies 19 de juliol i 2 d'agost de 1996 al Georgia World Congress Center.

## Comitès participants
Hi participaren un total de 401 lluitadors de 75 comitès nacionals diferents:
| - Albània (1) - Alemanya (11) - Algèria (2) - Argentina (1) - Armènia (8) - Austràlia (9) - Azerbaidjan (8) - Belarús (16) - Bèlgica (1) - Bòsnia i Hercegovina (1) - Bulgària (11) - Cambodja (1) - Camerun (1) - Canadà (14) - Colòmbia (3) - Corea del Nord (3) - Corea del Sud (15) - Croàcia (1) |  | - Cuba (15) - Egipte (1) - Eslovàquia (4) - Estats Units (20) - Estònia (4) - Finlàndia (5) - França (2) - Geòrgia (8) - Grècia (10) - Guam (1) - Guatemala (1) - Guinea Bissau (1) - Hongria (11) - Iemen (1) - Índia (1) - Iran (10) - Israel (1) |  | - Itàlia (4) - RF Iugoslàvia (2) - Japó (12) - Kazakhstan (11) - Kirguizstan (4) - Letònia (1) - Lituània (3) - Macedònia del Nord (3) - Marroc (5) - Mèxic (7) - Moldàvia (6) - Mongòlia (4) - Nigèria (4) - Noruega (1) - Pakistan (1) - Panamà (1) - Perú (5) - Polònia (11) - Portugal (1) - Puerto Rico (5) - República Dominicana (1) |  | - Regne Unit (1) - Txèquia (3) - Romania (10) - Rússia (20) - Samoa Americana (1) - Senegal (2) - Síria (2) - Suècia (7) - Suïssa (2) - Sud-àfrica (1) - Tadjikistan (1) - Tunísia (3) - Turquia (13) - Turkmenistan (1) - Ucraïna (17) - Uzbekistan (10) - Veneçuela (6) - R.P. de la Xina (5) - Xipre (1) |

## Resum de medalles

### Lluita grecoromana
| Prova    | Or                   | Argent           | Bronze              |
| – 48 kg  | Sim Kwon-Ho          | Aleksandr Pavlov | Zafar Guliyev       |
| – 52 kg  | Armen Nazarian       | Brandon Paulson  | Andriy Kalashnikov  |
| – 57 kg  | Yuriy Melnichenko    | Dennis Hall      | Sheng Zetian        |
| – 62 kg  | Włodzimierz Zawadzki | Juan Marén       | Mehmet Akif Pirim   |
| – 68 kg  | Ryszard Wolny        | Ghani Yalouz     | Alexander Tretyakov |
| – 74 kg  | Filiberto Azcuy      | Marko Asell      | Józef Tracz         |
| – 82 kg  | Hamza Yerlikaya      | Thomas Zander    | Valeriy Tsilent     |
| – 90 kg  | Vyacheslav Oleynyk   | Jacek Fafiński   | Maik Bullmann       |
| – 100 kg | Andrzej Wroński      | Sergey Lishtvan  | Mikael Ljungberg    |
| – 130 kg | Alexander Karelin    | Matt Ghaffari    | Sergei Mureiko      |

### Lluita lliure
| Prova    | Or                     | Argent               | Bronze            |
| – 48 kg  | Kim Il                 | Armen Mkertchian     | Alexis Vila       |
| – 52 kg  | Valentin Yordanov      | Namig Abdullayev     | Maulen Mamyrov    |
| – 57 kg  | Kendall Cross          | Guivi Sissaouri      | Ri Yong-Sam       |
| – 62 kg  | Tom Brands             | Jang Jae-Sung        | Elbrus Tedeyev    |
| – 68 kg  | Vadim Bogiyev          | Townsend Saunders    | Zaza Zazirov      |
| – 74 kg  | Buvaisar Saitiev       | Park Jang-Soon       | Takuya Ota        |
| – 82 kg  | Khadzhimurad Magomedov | Yang Hyun-Mo         | Amir Reza Khadem  |
| – 90 kg  | Rasoul Khadem          | Makharbek Khadartsev | Eldar Kurtanidze  |
| – 100 kg | Kurt Angle             | Abbas Jadidi         | Arawat Sabejew    |
| – 130 kg | Mahmut Demir           | Aleksei Medvedev     | Bruce Baumgartner |

## Medaller
| Posició | País            | Or | Argent | Bronze | Total |
| 1       | Rússia          | 4  | 1      | 2      | 7     |
| 2       | Estats Units    | 3  | 4      | 1      | 8     |
| 3       | Polònia         | 3  | 1      | 1      | 5     |
| 4       | Turquia         | 2  | 0      | 1      | 3     |
| 5       | Corea del Sud   | 1  | 3      | 0      | 4     |
| 6       | Cuba            | 1  | 1      | 1      | 3     |
| 6       | Iran            | 1  | 1      | 1      | 3     |
| 8       | Armènia         | 1  | 1      | 0      | 2     |
| 9       | Ucraïna         | 1  | 0      | 3      | 4     |
| 10      | Corea del Nord  | 1  | 0      | 1      | 2     |
| 10      | Kazakhstan      | 1  | 0      | 1      | 2     |
| 12      | Bulgària        | 1  | 0      | 0      | 1     |
| 13      | Belarús         | 0  | 3      | 1      | 4     |
| 14      | Alemanya        | 0  | 1      | 2      | 3     |
| 15      | Azerbaidjan     | 0  | 1      | 0      | 1     |
| 15      | Canadà          | 0  | 1      | 0      | 1     |
| 15      | Finlàndia       | 0  | 1      | 0      | 1     |
| 15      | França          | 0  | 1      | 0      | 1     |
| 19      | Geòrgia         | 0  | 0      | 1      | 1     |
| 19      | Japó            | 0  | 0      | 1      | 1     |
| 19      | Moldàvia        | 0  | 0      | 1      | 1     |
| 19      | Suècia          | 0  | 0      | 1      | 1     |
| 19      | R.P. de la Xina | 0  | 0      | 1      | 1     |